# Przewlekły zanikowy cuchnący nieżyt nosa
Przewlekły zanikowy cuchnący nieżyt nosa, ozena (łac. ozaena lub rhinitis chronica atrophica foetida) – rzadka choroba występująca głównie u kobiet. Była znana już w starożytności, na co wskazują egipskie papirusy ją opisujące, z 1700 roku p.n.e.. Jej etiologia nie jest do końca wyjaśniona. Opisana została w 1876 roku przez Bernharda Fränkla, który podał klasyczną triadę objawów. 

## Epidemiologia
Występowanie tej rzadkiej choroby ma związek z sytuacją socjoekonomiczną. Występuje ona endemicznie w krajach Bliskiego Wschodu, Afryce, Europie Wschodniej. Niezmiernie rzadko spotyka się ją w krajach rozwiniętych. Częściej także występuje u kobiet. Zaczyna się zwykle w dzieciństwie (8–12 rok życia). U kobiet po okresie przekwitania objawy ulegają zmniejszeniu lub całkowicie zanikają.

## Etiopatogeneza
Nie jest ostatecznie wyjaśniona. Podejrzewa się, że czynnikiem etiologicznym wywołującym ozenę jest bakteria, którą nazwano Klebsiella ozenae. Liczne teorie, które były dawniej podnoszone sugerowały, że ozena jest spowodowania niewykształceniem małżowiny nosowej dolnej (Zaufal), że może być ona końcowym stadium przewlekłego przerostowego nieżytu nosa (Fränkel), lub formą ogniskowego zakażenia zatok przynosowych, części nosowej gardła i migdałka gardłowego, gdzie adenotomia zmniejszałaby ryzyko zachorowania na ozenę (Grünwald, Tessier). Jeszcze inni autorzy upatrywali rozwoju ozeny w patologii zwoju skrzydłowo-podniebiennego, która miała predysponować do metaplazji nabłonka migawkowego i wtórnej resorpcji kości oraz nadkażenia bakteryjnego (Jurasz, Belinoff).

## Objawy
- cuchnięcie z nosa – na początku choroby pacjent jest świadomy tego objawu, później natomiast w miarę postępu choroby na skutek rozwoju anosmii nie zdaje sobie z tego sprawy
- atrofia błony śluzowej jamy nosowej, która jest sucha z powodu włóknienia a następnie:
  - nabłonek migawkowy ulega metaplazji w nabłonek wielowarstwowy płaski, zanik gruczołów i zakończeń nerwowych (anosmia), zniszczenie oczyszczającego układu śluzowo-rzęskowego
  - zanik kości leżącej pod błoną śluzową i zanik małżowiny nosowej dolnej
  - jama nosowa jest znacznie poszerzona, zanikowa oraz pokryta gęstą zielonkawą, ropną wydzieliną, która następnie zasycha w żółtawe strupy
- strupy oderwane na przykład podczas przedmuchiwania mogą być przyczyną krwawienia z nosa; często jednak usunięcie strupów z nosa jest bardzo trudne, paradoksalnie więc chory na ozenę ma uczucie zatkania nosa pomimo nadmiernego poszerzenia jamy nosowej.

## Diagnostyka
Obraz kliniczny jest zwykle bardzo charakterystyczny, jednak celem potwierdzenia diagnozy wykonuje się:
- wymazy z nosa
- biopsję błony śluzowej nosa (z immunohistochemią)
- TK jam nosa i zatok przynosowych

## Leczenie
Polega na systematycznej toalecie jam nosa: nawilżanie środkami w sprayu (płukanie preparatami soli morskiej), stosowanie tłustych maści lub zawiesin do jam nosa (często z dodatkiem witaminy A), tampony z maści do jam nosa. 
Leczenie operacyjne polega na zwężaniu jam nosowych (rotacja bocznych ścian jam nosowych do przyśrodka lub podśluzówkowe wypełnienie jam nosa autogeniczną tkanką chrzęstną). Ciekawym zabiegiem był sposób opracowany przez Wittmaacka, mający na celu nawilżanie suchej błony śluzowej jamy nosowej. Polegał on na wszyciu przewodu Stenona (przewodu wyprowadzającego ślinianki przyusznej) do wnętrza zatoki szczękowej.